# Salenhofweiher
Salenhofweiher ist ein mit Verordnung des Regierungspräsidiums Tübingen vom 9. Juni 1983 ausgewiesenes Naturschutzgebiet mit der Nummer 4.107.

## Lage
Das Naturschutzgebiet befindet sich im Naturraum Obere Gäue. Es liegt etwa einen Kilometer ostsüdöstlich des Stadtteils Trillfingen der Stadt Haigerloch und 100 Meter nördlich des Naturschutzgebiets Breilried. Es ist Teil des FFH-Gebiets Nr. 7619-311 Gebiete zwischen Bisingen, Haigerloch und Rosenfeld.

## Schutzzweck
Laut Verordnung ist der wesentliche Schutzzweck die Erhaltung des naturnahen Weihers mit seinem Röhrichtbestand, des angrenzenden Salenwäldles sowie der angrenzenden Feuchtwiesen. Der Weiher hat besondere Bedeutung für zahlreiche, teilweise vom Aussterben bedrohte, an das Wasser gebundene, typische Tier- und Pflanzenarten.

## Fauna
Im Schutzgebiet wurden 53 verschiedene Brutvogelarten registriert, darunter Zwergtaucher, Teichrohrsänger, Braunkehlchen und Grauammer. Von überregionaler Bedeutung ist das Gebiet dank der Artendichte der Libellen. Am Salenhofweiher wurden 22 verschiedene Libellen nachgewiesen – mehr als ein Viertel aller in Deutschland heimischen Arten.